# Шумілова Катерина Євгенівна
Шумілова Катерина Євгенівна (25 жовтня 1986, Солікамськ, Пермська область, СРСР) — російська біатлоністка, триразова призерка чемпіонатів Європи з біатлону, чемпіонка чемпіонату Європи з біалону серед юніорів, призерка чемпіонату світу з біатлону серед юніорів, учасниця та призерка етапів кубка світу.
Срібна призерка Олімпійських ігор 2014 в Сочі в жіночій естафеті.

## Виступи на чемпіонаті світу
| Рік  | Міце проведення | Інд | Спр | Пр | МС | Ест | ЗМ |
| 2013 | Нове Место      | х   | 15  | 29 | 29 | 4   | х  |

## Кар'єра в Кубку світу
- Дебют в кубку світу — 28 лютого 2007 року в індивідуальній гонці в Лахті — 52 місце.
- Перше попадання в залікову зону — 13 січня 2012 року в спринті в Новом Месті — 30 місце.
- Перший подіум — 9 грудня 2012 року в естафеті в Гохфільцені — 3 місце.

Катя займається біатлоном починаючи з 2004 року, а за збірну Росії на етапах кубку світу виступає  з 2007. Найкращим її особистим результатом, в цей час, у кубках світу є 8 місце в гонці перслідування у спринті, яке вона здобула на  2 етапі Кубка світу сезону 2012/2013 в австрійському Гохфільцені. Хоча Катя і  дебютувала на етапах Кубка світу в 2007 році, однак закріпитися їй в основній збірній вдалося лише в сезоні 2012/2013. Протягом сезону вона стартувала в 16 гонках і в 14 із них потрапляла до залікової зони. Протягом сезону їй вдалося набрати 278 залікових балів і посісти 31 місце в загальному заліку біатлоністів.

## Загальний залік в Кубку світу
- 2011—2012 — 63-е місце (39 очок)
- 2012—2013 — 31-е місце (278 очок)

## Статистика стрільби
| № п/п | Сезон     | Загальна        | Індивідуальна гонка | Спринт        | Гонка переслідування | Мас-старт     | Естафета      |
| ----- | --------- | --------------- | ------------------- | ------------- | -------------------- | ------------- | ------------- |
| 1     | 2006-2007 | 86,7% (52/60)   | 85,0% (17/20)       | 90,0% (18/20) | 85,0% (17/20)        | 0,0% (0/0)    | 0,0% (0/0)    |
| 2     | 2011-2012 | 85,0% (85/100)  | 0,0% (0/0)          | 82,5% (33/40) | 86,7% (52/60)        | 0,0% (0/0)    | 0,0% (0/0)    |
| 3     | 2012-2013 | 83,3% (269/323) | 77,5% (31/40)       | 91,7% (55/60) | 85,0% (85/100)       | 80,0% (48/60) | 79,4% (50/63) |